# Путникович, Димитрий

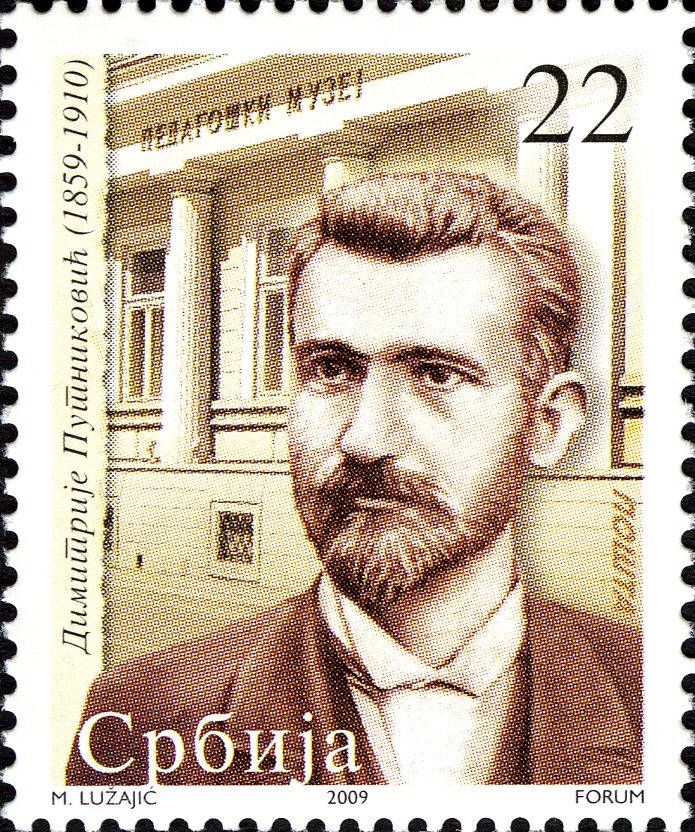
Марка Сербии, посвящённая 150-летию со дня рождения Д. Путниковича. 2009 г.

Димитрий Путникович (серб. Димитрије Путниковић; 6 февраля 1859, Касидол, Королевство Сербия — 17 мая 1910, Белград, Королевство Югославия) — сербский педагог, писатель, основатель педагогического музея в Белграде, инициатор создания общественных гражданских школ в Сербии, редактор журнала «Учитељ», основатель и редактор детского издания «Мала Србадија». Автор многих учебников и книг для детей и юношества.

## Биография
Сын священника. С 1875 по 1880 год обучался в педагогическом училище в Белграде. Затем учительствовал. Свободно говорил на русском и чешском, пользовался французским и немецким языками.
Знакомился с системой образования европейских стран (Франция, Германия, Англия, Швейцария, Швеция, Австро-Венгрия, Чехия) и занимался реформированием системы сербского образования в соответствии с последними европейскими разработки в этой области. Придавал большое значение качеству учебников, изменению отношения в обществе к ученику, обучению и школьному образованию. Выступал за отмену телесных наказаний в школах.
Внёс значительный вклад в реформирование системы сербского образования, став инициатором создания общественных гражданских школ в Сербии.
В 1896 году по его инициативе Учительским содружеством Сербии с целью сбора и хранения предметов педагогической и исторической ценности был создан педагогический музей в Белграде.
Автор ряда теоретических трудов и статей на педагогическую тематику, учебников, а также книг для детей.

## Избранные публикации

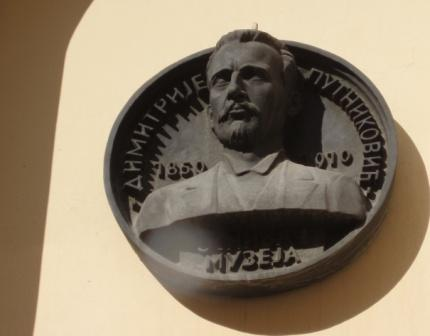
Барельеф Д. Путниковича на здании белградского Педагогического музея

- Практично предавање (1885)
- Домаћи задаци (1890)
- Школске казне (1894/95)
- Грађанске школе у Србији